# رشم (رياضيات)
في الرياضيات، وتحديدًا الهندسة الجبرية، الرَّشَم (الجمع: رُشُوم) (بالإنجليزية: Scheme)‏ هو بنية تعمل على توسيع مفهوم التنوع الجبري بعدة طرق، مثل مراعاة التعدديات (المعادلتان x = 0 و x2 = 0 تحدد نفس التنوع الجبري ولكن رُشُوم مختلفة) والسماح بـ"التنوعات" المعرفة على أي حلقة تبديلية (على سبيل المثال، تُعرَّف منحنيات فيرما على الأعداد الصحيحة).
قدم ألكسندر غروتنديك نظرية الرُّشُوم في عام 1960 في رسالته عناصر الهندسة الجبرية [الإنجليزية] (EGA)؛ وكان أحد أهدافها تطوير الشكلية اللازمة لحل المسائل العميقة في الهندسة الجبرية، مثل حدسيات ويل (التي أثبت بيير دوليني آخرها). تعتمد نظرية الرشوم على الجبر التبديلي اعتمادًا كبيرًا، وتسمح بالاستخدام المنهجي لطرق الطبولوجيا والجبر الشباهي. كما تُوَحِّد نظرية الرشوم أيضًا الهندسة الجبرية مع الكثير من نظرية الأعداد، وهو ما أدى في النهاية إلى برهان وايلز لمبرهنة فيرما الأخيرة.
توضِّح الرشوم الفكرة الأساسية التي مفادها أن أفضل طريقة لتحليل تنوع جبري هي من خلال الحلقة الإحداثية للدوال الجبرية المنتظمة المعرَّفة عليها (أو على مجموعاتها الجزئية)، وكل تنوع فرعي تتوافق مع مثاليات الدوال التي تتلاشى على التنوع الجزئي. من البديهي أن الرشم هو فضاء طبولوجي يتكوّن من نقاط مغلقة تتوافق مع نقاط هندسية، إلى جانب نقاط غير مغلقة هي نقاط عَمُومَة [الإنجليزية] من التنوعات الجزئية غير القابلة للاختزال. يُغَطَّى الفضاء بأطلس [الإنجليزية] المجموعات المفتوحة، كل منها مغطى بحلقة إحداثية من الدوال المنتظمة، مع تغيرات إحداثية محددة بين الدوال على المجموعات المفتوحة المتقاطعة. يُطلق على هذه البنية اسم فضاء حلقي أو حزمة من الحلقات. الحالات ذات الأهمية الرئيسة هي الرشوم النوترية [الإنجليزية] التي تكون فيها الحلقات الإحداثية حلقات نوترية [الإنجليزية].
شكليًا، الرشم هو فضاء حلقي مغطى برشوم تآلفية. الرشم التآلفي هو طيف [الإنجليزية] حلقة تبديلية؛ ونقاطه هي المثاليات الأولية [الإنجليزية] للحلقة، ونقاطه المغلقة هي المثاليات الأعظمية [الإنجليزية]. الحلقة الإحداثية للرشوم التآلفية هي الحلقة نفسها، والحلقات الإحداثية للمجموعات الجزئية المفتوحة هي حلقات الكسور [الإنجليزية].
تتمثل وجهة النظر النسبية [الإنجليزية] في أن الكثير من الهندسة الجبرية يجب أن تُطوَّر من أجل تشاكل X → Y للرشوم (يسمى رشم X على الأساس Y)، بدلاً من رشم فردي. على سبيل المثال، عند دراسة السطوح الجبرية [الإنجليزية]، قد يكون من المفيد اعتبار عائلات السطوح الجبرية على أي رشم Y. في كثير من الحالات، يمكن النظر إلى عائلة جميع التنوعات من نمط معين على أنها تنوع أو رشم، يُعرف باسم فضاء المقاييس [الإنجليزية].